# Командитно дружество
Командитното дружество (КД) е вид персонално търговско дружество, обединяващо 2 или повече лица за извършване на търговска дейност под обща фирма.
Исторически погледнато първоначално КД е било използвано като правна форма за семейния бизнес. По-късно придобива неограничено ползване.
Възникването на КД се предшества от сключване на учредителен договор. Учредители могат да бъдат както физически, така и юридически лица. Той трябва да бъде в писмена форма с нотариална заверка на подписите на съдружниците. Изисква се да съдържа фирмата, седалището, адреса, предмета на дейност, имената на съдружниците и размера на тяхната отговорност поотделно.
КД възниква юридически след вписването му в Търговския регистър.
Управлението на КД се поема от неограничено отговорните съдружници (наричани командитери). Не е изключено обаче договорът да предвижда участие и на ограничено отговорните съдружници (наричани командитисти) да участват в управлението на КД.